# Mohamed Boudiaf (M'Sila)
Mohamed Boudiaf (em árabe: محمد بوضياف) é uma cidade e comuna localizada na província de M'Sila, Argélia. Segundo o censo de 2008, a população total da cidade era de 16 381 habitantes.